# 羞恥：法國版
《羞恥：法國版》（法語：Skam France；常以SKAM出現）是改編自挪威劇集《羞耻》的法國青少年電視劇，自2018年2月5日開始放送在France.tv Slash和RTBF。法國版的前四季與其它改編版一樣，都跟隨著與原版大同小異的時間線，但第五季開始則是法國版的原創內容。

## 概念
由朱莉·安德姆創作的挪威版《羞恥》電視劇追蹤劇中高中生日常面對的一系列現代問題，與英國電視劇《皮囊》相似。原劇每一季都會有一個中心人物、數個與他密切相關的主要人物及其他常設角色。每一季都會有一個特定的主題，而中心人物需要去面對克服這項議題。挪威版第三季的中心人物伊薩克·瓦爾特森（Isak Valtersen）在觀眾間反應熱烈，使得該系列有機會搬上國際。挪威廣播公司第三套節目接著積極響應各國的翻拍請求，自2017年法國開拍，然後美國、德國、義大利、西班牙和荷蘭都紛紛宣布開拍各自的改編版。
2018年2月5日《羞恥：法國版》第一集的第一個片段在France.tv Slash和RTBF上播出。La Trois的播送則開始於2018年2月11日。
每個改編版都會有一個與原版相似的時間線，角色也一樣，即使有不同的名字和一些細微的差別。第一季敘述愛瑪·博爾赫斯（對照挪威的Eva Kviig Mohn）面對自我認同問題、第二季的曼儂·德米希（對照Noora Amalie Sætre）與網路霸凌、第三季的盧卡斯·拉勒曼特（對照Isak Valtersen）與同性戀自我認同及躁鬱症議題、第四季的伊曼·巴赫拉爾（對照Sana Bakkoush）與宗教信仰議題，前四季中只有第一季沒有特定主題，但涉及一些關於避孕、抑鬱，甚至自信心的課題。原版《羞恥》在第四季結束，但法國版在第五季後以原來的角色延伸創作原創內容。第五季描述關於阿瑟·布魯薩德和隱形殘疾（聽覺障礙）、第六季則是達芙妮·勒孔特的妹妹洛拉·勒孔特處理藥物成癮及自殘行為等問題。
二到八分鐘的各集片段會在一個星期中實時放送，最後在每周結束的時候統合成一個集數。觀眾還可以透過每個角色的Instagram帳戶，追蹤隨著故事劇情推進的角色間對話紀錄與貼文。

## 主要角色
| 演員                      | 角色                         | 原劇角色 | 季   | 季   | 季   | 季   | 季   | 季   | 季   | 季   |
| 演員                      | 角色                         | 原劇角色 | 1    | 2    | 3    | 4    | 5    | 6    | 7    | 8    |
| ------------------------- | ---------------------------- | -------- | ---- | ---- | ---- | ---- | ---- | ---- | ---- | ---- |
| 菲律賓·錫德爾 （）        | 愛瑪·博爾赫斯 （Emma Borgès）           |          | 中心 | 主演 | 主演 | 主演 | 主演 | 常設 | 客串 | 客串 |
| 瑪麗蓮·利馬 （）          | 曼儂·德米希 （Manon Demissy）             |          | 主演 | 中心 | 主演 | 主演 |      | 客串 |      |      |
| 艾克索·奧赫揚             | 盧卡斯·拉勒曼特 （Lucas Lallemant）         |          | 主演 | 常設 | 中心 | 主演 | 主演 | 常設 |      |      |
| 阿薩·西拉 （）            | 伊曼·巴赫拉爾 （）           |          | 主演 | 主演 | 主演 | 中心 | 主演 | 常設 |      |      |
| 羅賓·米涅 （）            | 阿瑟·布魯薩德 （）           |          |      |      | 主演 | 常設 | 中心 | 常設 | 客串 |      |
| 弗拉維·德拉朗 （）        | 洛拉·勒孔特 （）             | -        |      |      |      |      | 客串 | 中心 | 主演 | 主演 |
| 露西·法吉特 （）          | 蒂芙尼·普里金特 （）         | -        |      |      |      |      |      | 常設 | 中心 | 主演 |
| 哈利勒·本·加比亞 （）     | 比拉爾·謝里夫 （）           | -        |      |      |      |      |      |      | 主演 | 中心 |
| 盧拉·科託內-弗拉皮爾 （） | 達芙妮·勒孔特 （）           |          | 主演 | 主演 | 主演 | 主演 | 主演 | 主演 |      |      |
| 柯琳·普列 （）            | 「亞歷克西」婭·馬蒂諾 （）   |          | 主演 | 主演 | 主演 | 主演 | 主演 | 常設 |      |      |
| 萊奧·多丁 （）            | 揚·卡薩斯 （）               |          | 主演 | 常設 | 主演 | 常設 | 主演 | 常設 | 客串 |      |
| 西奧·克莉絲汀 （）        | “亞歷克斯”安德烈·德拉諾 （） |          | 常設 | 常設 | 常設 | 常設 |      |      |      |      |
| 米歇爾·比爾 （）          | 查爾斯·穆尼爾 （）           |          | 常設 | 主演 |      | 常設 |      | 客串 |      |      |
| 佐伊·馬歇爾 （）          | 英格麗·斯皮爾曼 （）         |          | 常設 | 客串 |      | 主演 |      |      |      |      |
| 馬克森斯·丹尼-福維爾      | 艾略特·德莫里 （）           |          |      |      | 主演 | 常設 | 常設 | 主演 |      |      |
| 保羅·斯卡福格里奧 （）    | 巴席爾·薩瓦里 （）           |          |      |      | 主演 | 常設 | 主演 | 主演 | 常設 |      |
| 萊斯·薩拉梅 （）          | 索菲亞·阿拉維 （）           |          |      |      |      | 主演 | 常設 | 客串 |      |      |
| 穆薩·西拉 （）            | 伊德里斯·巴赫拉爾 （）       |          |      |      |      | 主演 |      |      |      |      |
| 薇諾娜·蓋恩 （）          | 諾伊·道賽特 （）             | -        |      |      |      |      | 主演 |      | 客串 |      |
|                           | 瑪雅·艾蒂安 （）             | -        |      |      |      |      |      | 主演 | 主演 | 主演 |
| 路易絲·馬雷克 （）        | 喬·貝內茲拉 （）             | -        |      |      |      |      |      | 主演 | 主演 | 主演 |
| 索漢·帕格 （）            | 馬克斯·貝尼尼 （）           | -        |      |      |      |      |      | 主演 | 主演 | 主演 |
| 阿卜杜拉·查爾基 （）      | 雷杜安·貝迪亞 （）           | -        |      |      |      |      |      |      | 主演 | 主演 |
| 佐伊·加西亞 （）          | 阿奈斯 （）                  | -        |      |      |      |      |      | 客串 | 主演 | 常設 |
| 道達凱塔 （）             | 奧雷連 （）                  | -        |      |      |      |      |      |      | 主演 |      |
| 盧埃·阿姆魯斯 （）        | 扎卡里亞·謝里夫 （）         | -        |      |      |      |      |      |      | 客串 | 主演 |

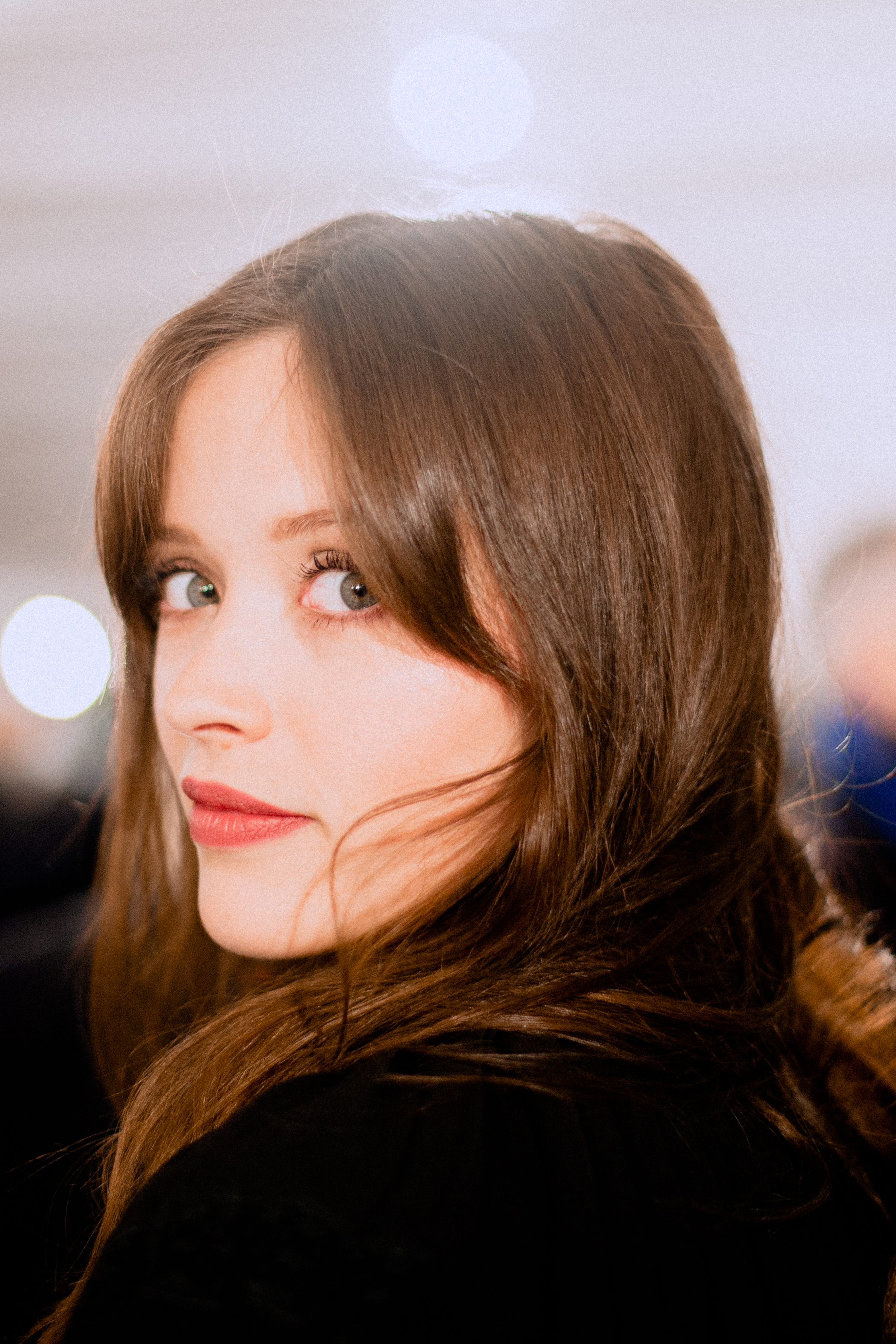
瑪麗蓮·利馬（法语：Marilyn Lima），飾演曼儂·德米希
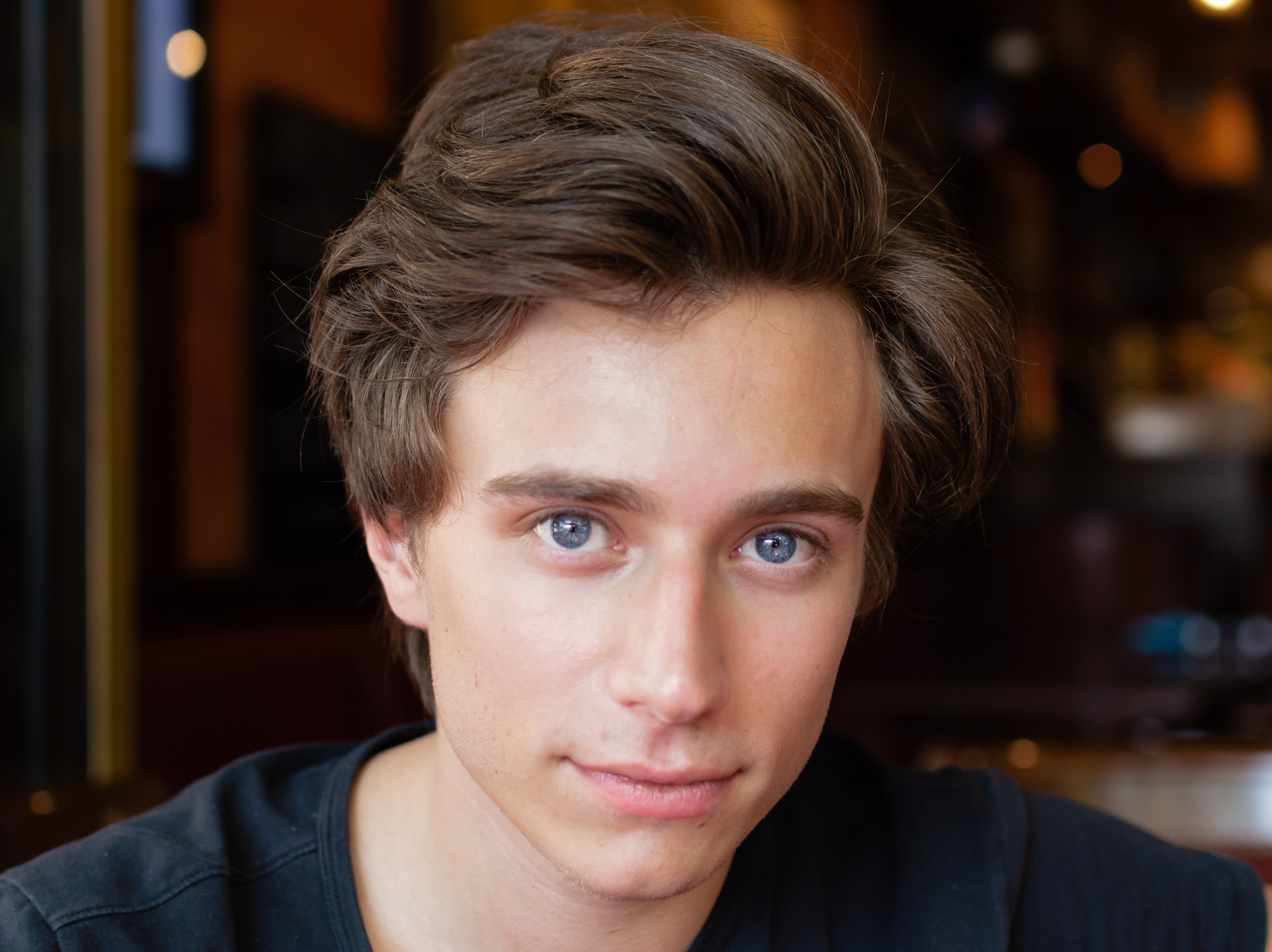
艾克索·奧赫揚，飾演盧卡斯·拉勒曼特
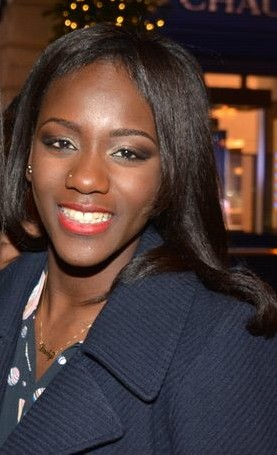
阿薩·西拉（法语：Assa Sylla），飾演伊曼·巴赫拉爾
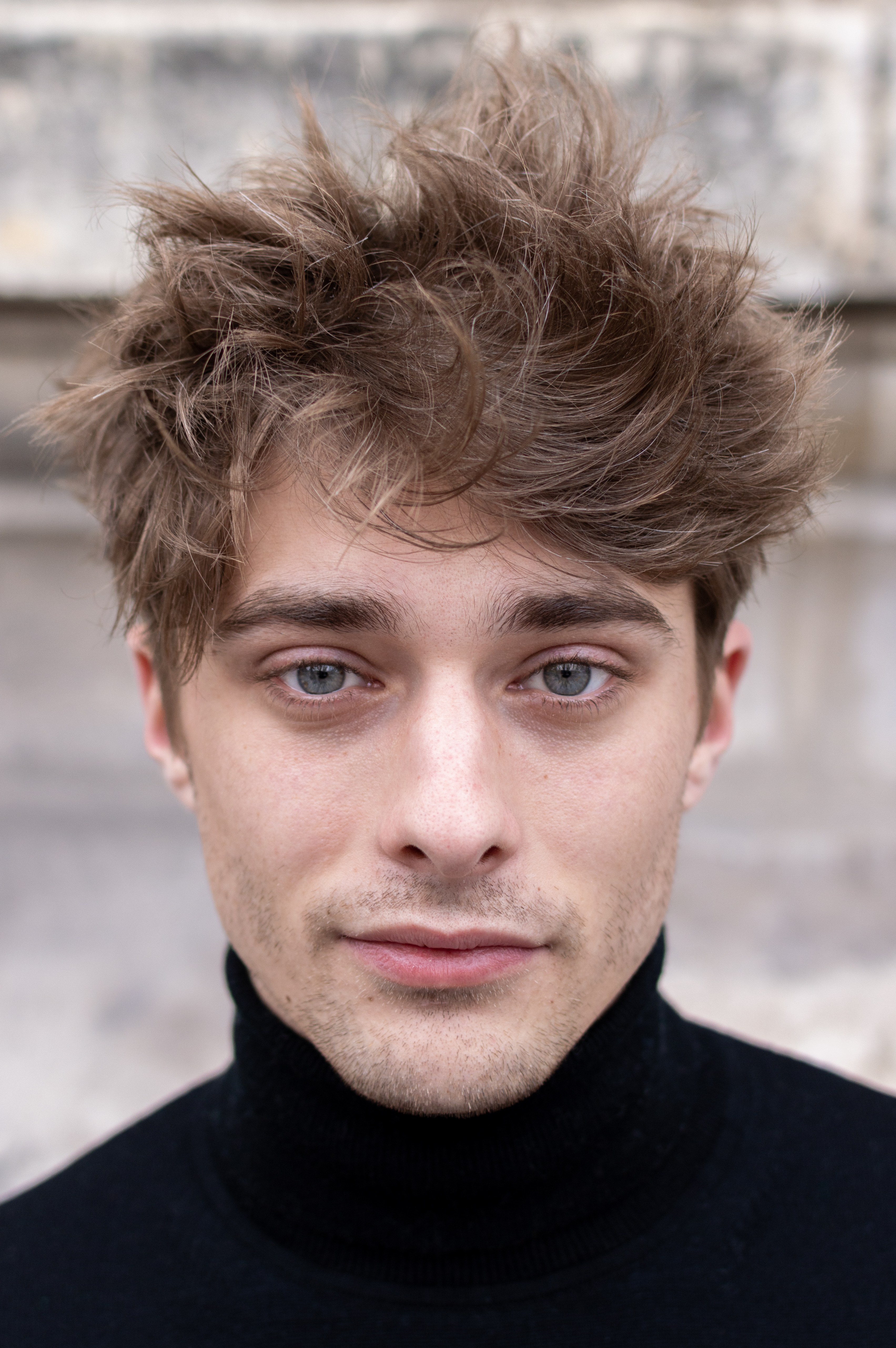
馬克森斯·丹尼-福維爾，飾演艾略特·德莫里
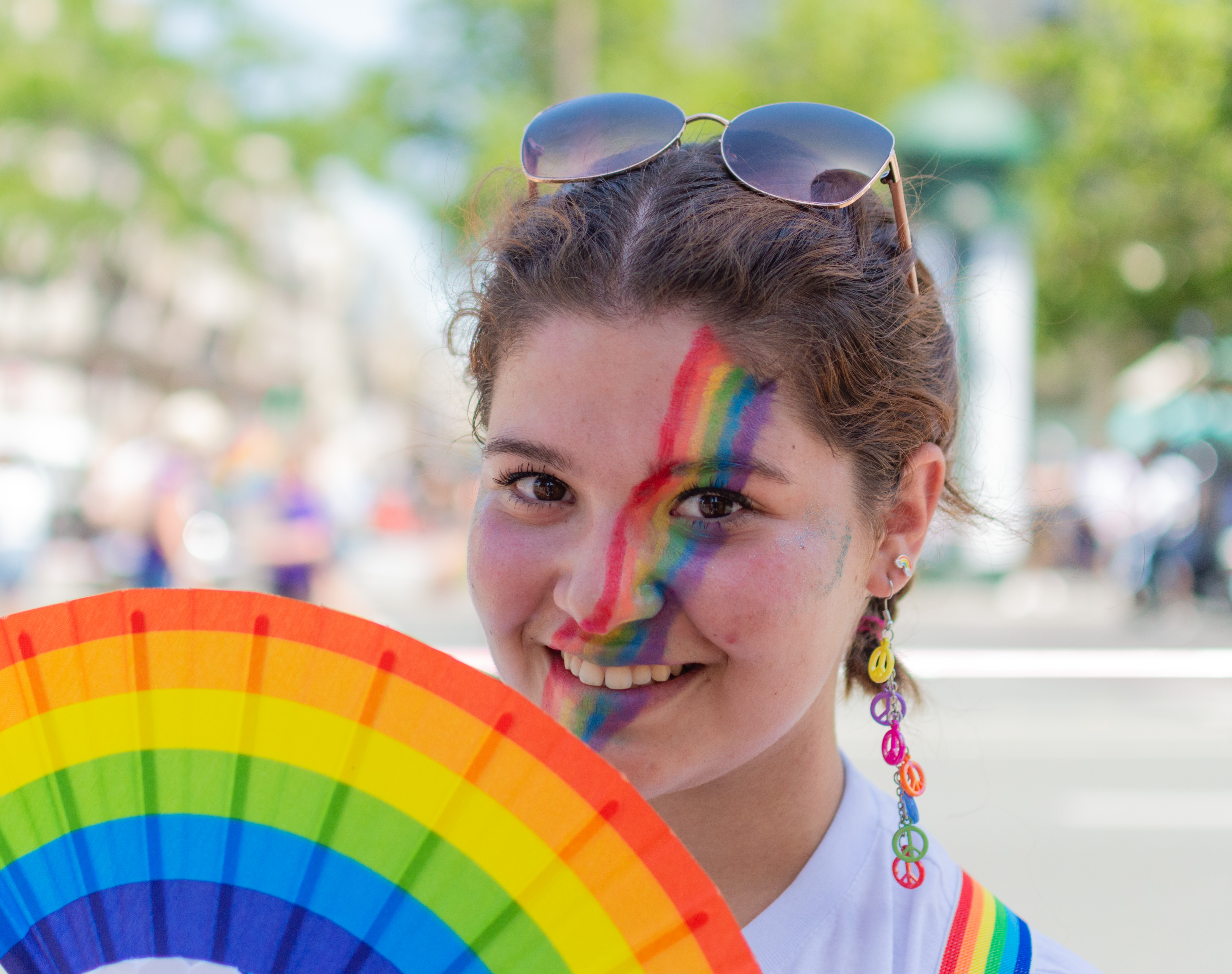
柯琳·普列，飾演「亞歷克西」婭·馬蒂諾

## 製作

### 拍攝
前兩季的拍攝開始於2017年10月並結束於同年的12月。
第三及第四季的拍攝在2018年年底完成。
第五及第六季的拍攝在2019年年底完成。
第七及第八季的拍攝在2020年11月完成。
主要拍攝地點包含主角群就讀的巴黎十一區多利安高中及巴黎的周邊區域。其他地點包括巴黎十六區的小城市綠地。

### 續訂
《羞恥：法國版》原訂拍攝兩季，並於2018年成功再續訂兩季。2018年6月6日確認將脫離原系列作延伸。前四季播放於網路平台France.tv Slash網路平台，自2019年4月5日開始播映於La Trois及法國電視四台。
經過長時間的協商，France.tv Slash於2019年6月12日宣布續約第五季，並將以阿瑟·布魯薩德作為中心人物，羞恥：法國版因此成為第一個改編超過前四季的版本。
2019年9月13日宣布續訂第六季，將以達芙妮·勒孔特的妹妹洛拉·勒孔特作為中心角色。
在第五季的結尾簡單的提及續集後，2020年7月11日France.tv Slash正式確認將續訂第七和第八季。

## 集數

### 第一季
第1季於2018年2月9日至4月6日播出，共9集。這一季環繞中心角色愛瑪·博爾赫斯（菲律賓·錫德爾飾）與男友揚·卡薩斯的關係。大致議題包括友情、校園霸凌與網路騷擾。

### 第二季
第2季於2018年4月14日至6月22日播出，共13集。這一季環繞中心角色曼儂·德米希（瑪麗蓮·利馬飾）與校園風雲人物查爾斯·穆尼爾的關係，主題是性暴力。

### 第三季
第3季於2019年1月25日至3月29日播出，共10集。這一季環繞中心角色盧卡斯·拉勒曼特（艾克索·奧赫揚飾）與躁鬱症學生艾略特·德莫里（馬克森斯·丹尼-福維爾飾）的同性關係，主題是同性戀自我認同。

### 第四季
第4季於2019年4月5日至6月7日播出，共10集。這一季環繞中心角色伊曼·巴赫拉爾（阿薩·西拉飾），主題是信仰和種族主義。阿薩·西拉被報導稱作法國電視劇中擔任女主角的首位黑人女性與穆斯林。

### 第五季
第5季於2020年1月10日至3月6日播出，共10集。這一季環繞中心角色阿瑟·布魯薩德（羅賓·米涅飾），主題是包含聽覺障礙在內的隱性殘疾。

### 第六季
第6季於2020年4月24日至1月26日播出，共10集。這一季環繞中心角色洛拉·勒孔特（弗拉維·德拉朗飾），主題是藥物成癮，但也帶出另一項更重要的主題自毀型人格。

### 第七季
第7季於2021年1月22日至3月19日播出，共10集。這一季環繞中心角色蒂芙尼·普里金特（露西·法吉特飾），主題是否認懷孕。

### 第八季
第8季於2021年3月7日至7月9日播出，共10集。這一季環繞中心角色比拉爾·謝里夫（哈利勒·本·加比亞飾），主題是流浪問題，側重於喬·貝內茲拉（路易絲·馬雷克飾）的HIV檢驗陽性。

## 外部連結
- 官方网站
- 互联网电影数据库（IMDb）上《羞恥：法國版》的资料（英文）